# Der König von Narnia (1979)
Der König von Narnia ist der Titel eines 1979 produzierten Zeichentrickfilms, der auf dem gleichnamigen Roman aus der Romanreihe Die Chroniken von Narnia von C. S. Lewis basiert. Er feierte am 1. April 1979 sowohl in den USA als auch in England Premiere.

## Handlung
Vier Kinder betreten einen magischen Kleiderschrank und kommen auf diese Weise in das Königreich Narnia. Hier herrscht Jadis, die Weiße Hexe, die das Land verwünscht und es mit einem über 100 Jahre dauernden Winter belegt hat. Einzige Hoffnung der Narnianer sind Peter, Susan, Lucy und Edmund und der Löwe Aslan – er ist der wahre König von Narnia.

## Synchronisation
Im englischen Original existieren zwei Versionen, eine amerikanische und eine für den britischen Markt produzierte Version. In dieser Fassung wurden einige US-amerikanische Synchronsprecher durch britische ersetzt.
US-amerikanische Fassung:
- Reg Williams: Peter Pevensie
- Rachel Warren: Lucy Pevensie
- Susan Sokol: Susan Pevensie
- Simon Adams: Edmund Pevensie
- Beth Porter: Jadis, die Weiße Hexe
- Dick Vosburgh: Professor Digory Kirke
- Stephen Thorne: Aslan
- Victor Spinetti: Herr Tumnus
- Don Parker: Herr Biber
- Liz Proud: Frau Biber

britische Fassung:
- Sheila Hancock: Jadis, die Weiße Hexe
- Leo McKern: Professor Digory Kirke
- Leslie Phillips: Herr Tumnus
- Arthur Lowe: Herr Biber
- June Whitfield: Frau Biber

Die übrigen Sprecher sind in beiden Fassungen dieselben.

## Auszeichnungen
Der Film war 1979 für zwei Emmy Awards nominiert und gewann schließlich einen:
- Auszeichnung: Outstanding Animated Program, an: David D. Connell und Steven C. Melendez
- Nominierung: Outstanding Individual Achievement – Animation Program, an: Bill Meléndez und David D. Connell

## DVD-Veröffentlichung
Der Film ist seit dem 13. November 2008 im deutschsprachigen Raum auch auf DVD zu beziehen. Neben einem Audiokommentar gehören auch entfernte Szenen und Originalskizzen zu den Extras der Disc.